# جيريمي وارد
جيريمي وارد (بالإنجليزية: Jeremy Michael Ward)‏ هو مهندس الصوت وموسيقي أمريكي، ولد في 5 مايو 1976 في فورت وورث في الولايات المتحدة، وتوفي في 25 مايو 2003 في لوس أنجلوس في الولايات المتحدة بسبب جرعة زائدة.

## وصلات خارجية
- جيريمي وارد على موقع ميوزك برينز (الإنجليزية)
- جيريمي وارد على موقع أول ميوزيك (الإنجليزية)
- جيريمي وارد على موقع ديسكوغز (الإنجليزية)